# Kimika Yoshino
Kimika Yoshino (吉野公佳?, Yoshino Kimika; Kanagawa, 5 settembre 1975) è un'attrice, modella e gravure idol giapponese.

## Carriera
Debutta nel 1995, interpretando il ruolo della protagonista Misa Kuroi nell'horror Eko Eko Azarak: Wizard of Darkness, per il quale vince nel 1996 il Japanese Professional Movie Awards come miglior attrice esordiente. La Yoshino interpreta Misa Kuroi nel secondo film della serie, Eko Eko Azarak II - Birth of the Wizard.
Nel 2003 lavora con Takashi Miike, interpretando il ruolo dello yakuza divenuto donna in Gozu, ed è nel cast di Sky High, diretto da Ryūhei Kitamura. Tre anni dopo torna a lavorare con Takashi Miike, nel film d'azione Waru.
Nel 2008 gira un video per adulti dal titolo Impact per la casa di produzione Muteki.

## Filmografia
- Help! (serie TV) (1995)
- Eko Eko Azarak: Wizard of Darkness (Eko eko azaraku) di Shimako Satō (1995)
- Baja Run di Marc Kolbe (1996)
- Eko Eko Azarak II - Birth of the Wizard (Eko eko azaraku II) di Shimako Sato (1996)
- Acri di Tatsuya Ishii (1996)
- Unlucky Monkey (Anrakkī monkī) (1998)
- Part-time Detective (Paato-taimu tantei) (film TV) di Takashi Miike (2002)
- Gozu (Gokudō kyōfu dai-gekijō: Gozu) di Takashi Miike (2003)
- Sky High di Ryūhei Kitamura (2003)
- Eiko di Ikuo Kamon (2004)
- Tokyo Noir di Masato Ishioka e Naoto Kumazawa (2004)
- Fantastipo di Shogo Yabuuchi (2005)
- Genkaku di Takeshi Miyasaka (2005)
- Waru di Takashi Miike (2006)
- Delusion (Kyoufu-izonsho) di Shugo Fujii (2006)
- Jigoku Shōjo (serie televisiva) (2006-07)
- Kuro-obi di Shunichi Nagasaki (2007)
- Tōbō kusotawake di Keita Motohashi (2007)
- Onsen maruhi daisakusen 4: Noto hantō wajima wo meguru kyūkyoku no zuwaigani to zentō no waza (film TV) di Isamu Aitsuki (2007)
- Chacha di Hajime Hashimoto (2007)